# Hansan
Hansan is een Brits historisch merk van motorfietsen.
De bedrijfsnaam was: Hands & Sandover, Birmingham
Hansan produceerde in 1922 en 1923 motorfietsen met inbouwmotoren van andere merken. Zo gebruikte men 269cc-Arden-tweetaktmotoren en 346cc-Blackburne-zijkleppers. In het laatste jaar werden 269cc-Villiers- en 318cc-Dalm-motoren gebruikt.